# Enneadesmus scopini
Enneadesmus scopini là một loài bọ cánh cứng trong họ Bostrichidae. Loài này được Fursov miêu tả khoa học năm 1936.